# Vagn Holmboe

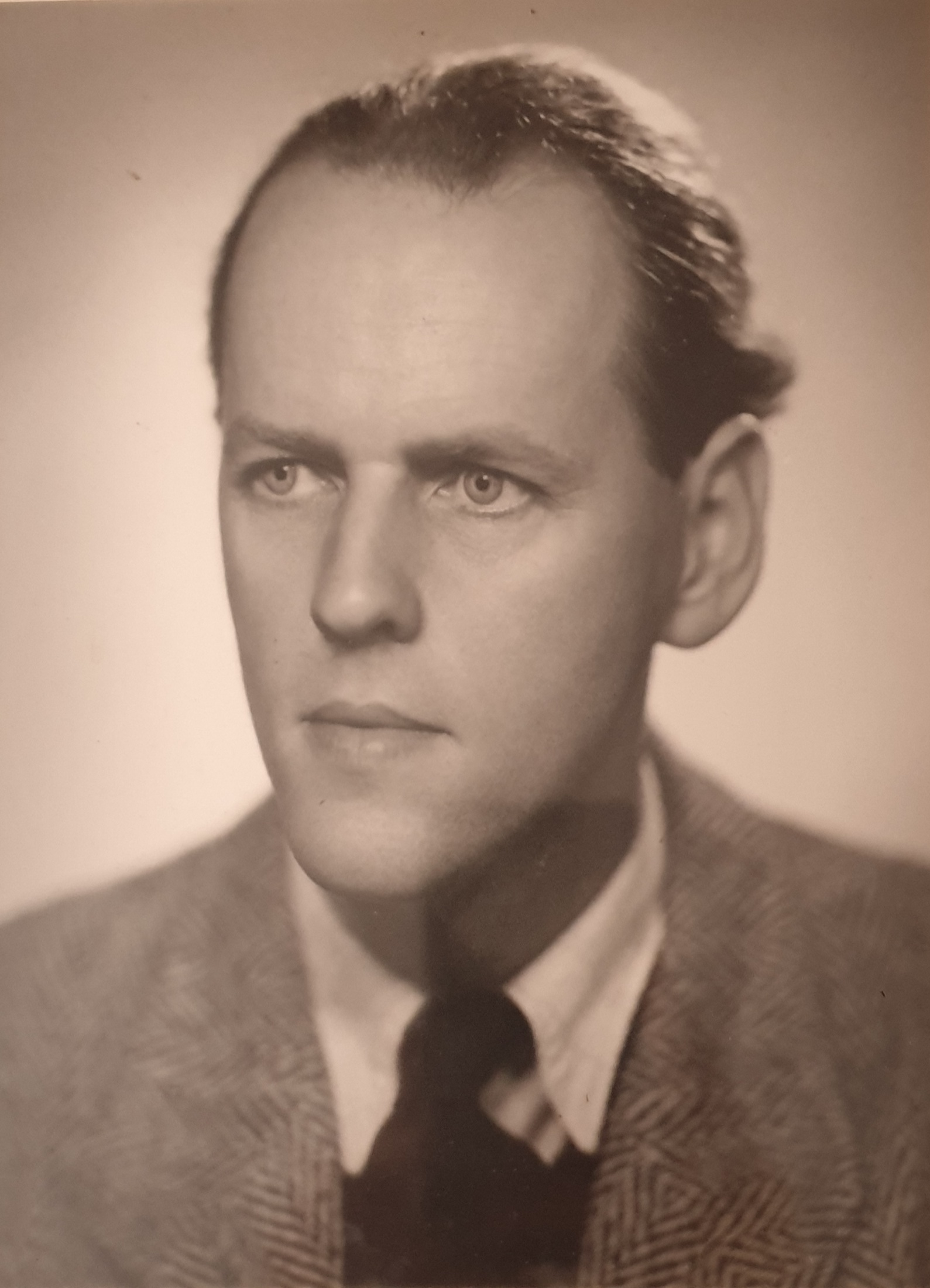
Vagn Homboe, ± 1950

Vagn Gylding Holmboe (* 20. Dezember 1909 in Horsens, Jütland; † 1. September 1996 in Ramløse) war ein dänischer Komponist.

## Leben
Holmboe begann – auf Empfehlung von Carl Nielsen – sein Musikstudium im Alter von 17 Jahren am Königlichen Dänischen Konservatorium in Kopenhagen bei Knud Jeppesen (Theorie) und Finn Høffding (Komposition). Nach der Abschlussprüfung 1929 zog er nach Berlin, wo ihn Ernst Toch unterrichtete. Von 1933 bis 1934 schloss sich ein Studienaufenthalt in Rumänien an, wo er auch die rumänische Pianistin Meta Graf heiratete. Die junge Familie ernährte sich, zurück in Dänemark, zunächst durch Musikunterricht. Der Gewinn des skandinavischen Wettbewerbs der Königlichen Kapelle Kopenhagen mit seiner 2. Sinfonie 1939 bedeutete seinen Durchbruch als Komponist. Von 1950 bis 1965 lehrte Holmboe am Konservatorium in Kopenhagen. Zu seinen bedeutendsten Schülern gehören die dänischen Komponisten Ib Nørholm (1931–2019) und Per Nørgård (1932–2025).

## Werke
Holmboes musikalisches Schaffen umfasst annähernd 200 mit Opuszahlen versehene Werke, darunter eine Oper, 13 Sinfonien und 21 Streichquartette (das 21. Quartett mit dem Titel Quartetto sereno wurde von seinem Schüler Per Nørgård vollendet). Hinzu kommen Solokonzerte für fast alle Instrumente des Sinfonieorchesters, Kammermusik in verschiedener Besetzung, zahlreiche Werke für Chor a cappella sowie Lieder. In Zusammenarbeit mit der Gitarristin Maria Kämmerling komponierte er auch einige Werke für Gitarre.
Holmboe gilt als bedeutendster Sinfoniker Dänemarks nach Carl Nielsen. Charakteristisch für seine insgesamt tonale Musik ist eine Technik, die er selbst als metamorphisch bezeichnete: am Werkbeginn stehende, einfache musikalische Fragmente erfahren eine organisch wirkende Entwicklung (teilweise ähnlich wie bei Jean Sibelius). Einflüsse der Volksmusik Südosteuropas (etwa Béla Bartók) sind vor allem in früheren Werken offenkundig, es werden jedoch auch Anregungen durch Nielsen, Igor Strawinski und Dmitri Schostakowitsch spürbar.
Das dänische Ensemble The Kontra Quartet hat 2010 „The Complete String Quartets“ in einer 7-CD-Box bei Dacapo Records herausgebracht. Das aus vier Musikerinnen bestehende dänische Nightingale String Quartet hat das erste Album ihrer Einspielung ebenfalls auf dem Dacapo Label vorgelegt.